# Heinrich Raspe IV.

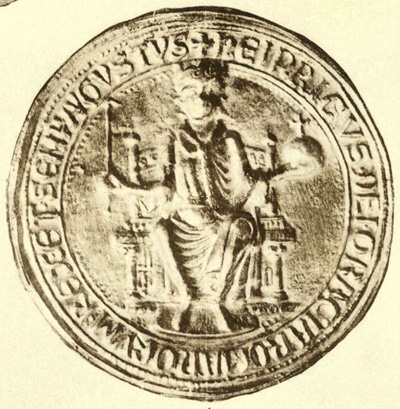
Siegel Heinrich Raspes

Heinrich Raspe IV. (* 1204; † 16. Februar 1247 auf der Wartburg) war Landgraf von Thüringen und Gegenkönig zu Friedrich II. sowie Konrad IV. Er war der letzte Ludowinger in direkter männlicher Linie. Bis weit in das 20. Jahrhundert hinein galt er als Pfaffenkönig. Diese Betrachtungsweise wird in jüngeren Forschungsbeiträgen modifiziert.

## Leben
Heinrich Raspe wurde 1204 als dritter Sohn des Landgrafen Hermann I. von Thüringen und dessen zweiter Frau Sophia, Tochter des Herzogs Otto I. von Bayern, geboren.

### Landgraf
1227 folgte Heinrich seinem Bruder Ludwig IV., der im selben Jahr auf dem Weg ins Heilige Land gestorben war, als Regent der Landgrafschaft Thüringen; sein jüngster Bruder Konrad Raspe verwaltete ab 1231 die hessischen Landesteile.
Heinrich regierte zunächst an Stelle von Ludwigs und Elisabeths minderjährigem Sohn Hermann II., der 1227 erst fünf Jahre alt war und 1241 im Alter von 18 Jahren überraschend starb. Einige spätere Historiker versuchten, Heinrich die Schuld oder Mitschuld an einer Vergiftung seines Neffen zu geben. Dafür gibt es in den zeitgenössischen und zeitnahen Quellen jedoch keinen Hinweis. Angesichts der Tatsache, dass Hermann selbst ab 1234 Urkunden ausfertigte, also faktisch als Landgraf herrschte, und da keine Missstimmigkeiten zwischen Onkel und Neffe überliefert sind, entbehrt dieser Verdacht jeglicher realen Grundlage.
1241 beteiligte sich Heinrich an den Kämpfen gegen die nach Europa eingebrochenen Mongolen, nahm aber nicht an einer der großen Schlachten gegen die Mongolen teil.

### Verhältnis zu Elisabeth von Thüringen
Zu Elisabeth, der jungen Witwe seines Bruders und späteren Heiligen, herrschte offenbar ein gespanntes Verhältnis. Spätere Legenden schrieben Heinrich die Vertreibung Elisabeths von der Wartburg zu; wahrscheinlicher ist, dass Elisabeth den Landgrafensitz von sich aus verließ, da sie dort kein Leben in der imitatio Christi führen konnte, wie sie es gelobt hatte.
Nachdem Elisabeth im November 1231 in Marburg gestorben war, siedelten Heinrich und sein Bruder Konrad durch großzügige Schenkungen den Deutschen Orden in Marburg an. Im Sommer 1234 übernahmen die Deutschherren beim Eintritt Konrad Raspes in den Orden auch das von Elisabeth gestiftete St.-Franziskus-Hospiz. Die von Konrad fortgesetzten Bemühungen um die Heiligsprechung Elisabeths bei Papst Gregor IX. erfolgten sicherlich nicht gegen den Willen Heinrichs. Bei der Erhebung der Gebeine Elisabeths am 1. Mai 1236 war neben Heinrich auch der Stauferkaiser Friedrich II. zugegen.

### Reichsgubernator

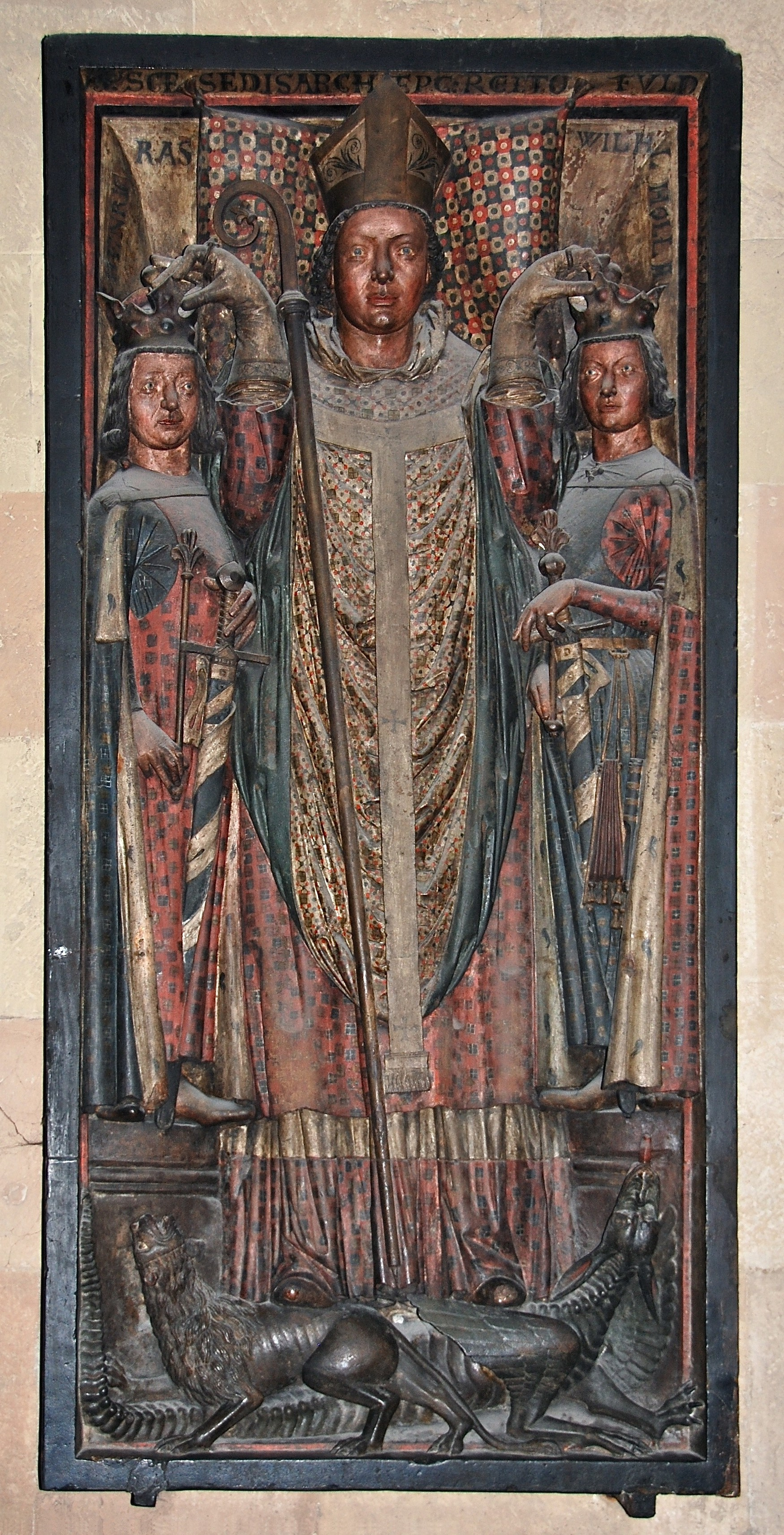
Grabdenkmal des Mainzer Erzbischofs Siegfried III. von Eppstein: Siegfried (Mitte) setzt Heinrich Raspe und Wilhelm von Holland die Krone auf

Nachdem der bisherige Amtsinhaber, der Mainzer Erzbischof Siegfried III. von Eppstein, überraschend ins antistaufische Lager gewechselt war, wurde Heinrich im Jahre 1242 zusammen mit Wenzel I. von Friedrich II. zum Reichsgubernator für dessen minderjährigen Sohn Konrad IV. bestellt. So sollte ein drohender Krieg unter den rivalisierenden deutschen Fürsten verhindert werden.

### Gegenkönig

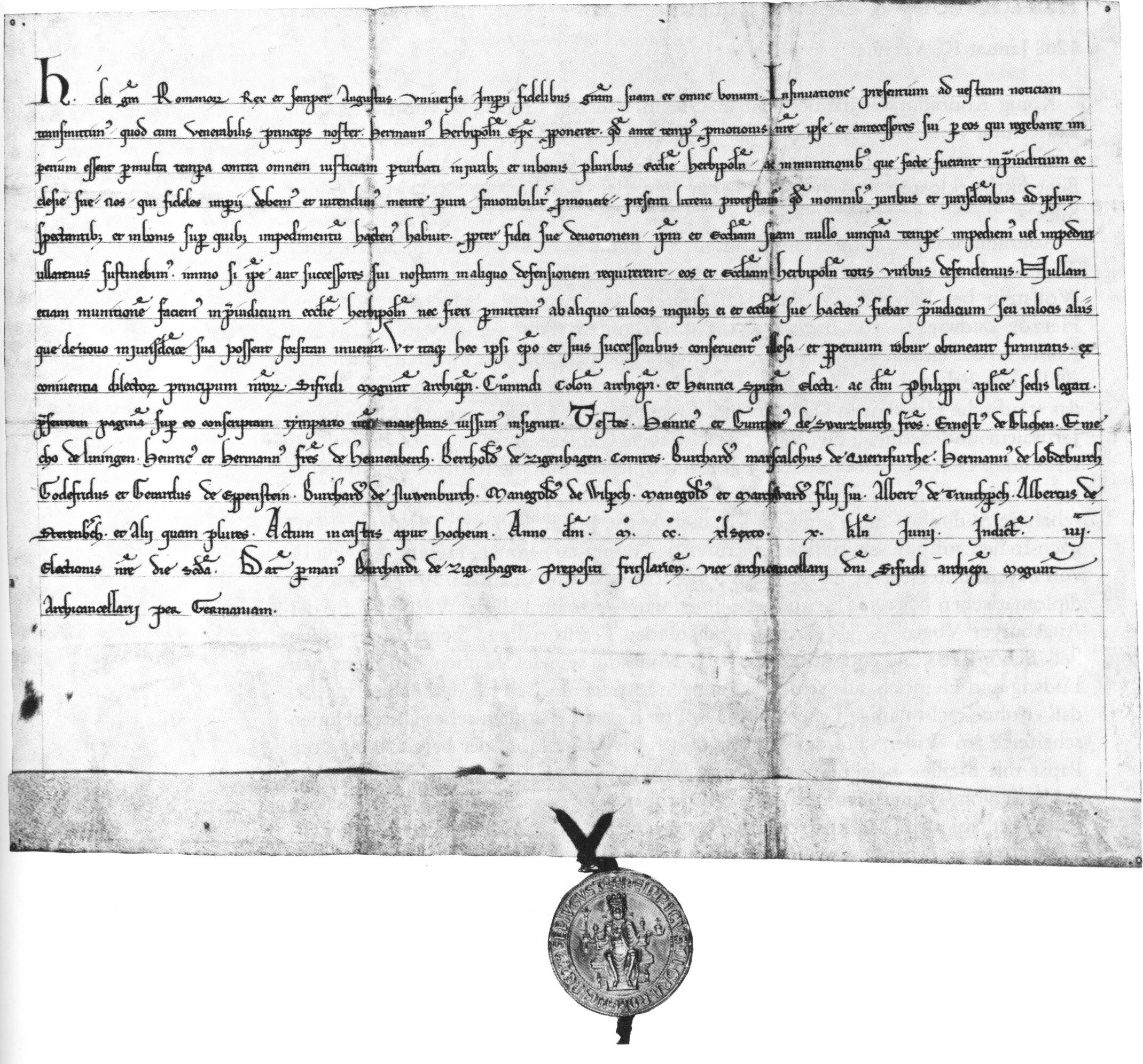
Urkunde Heinrich Raspes für Hermann I. von Lobdeburg, Bischof von Würzburg, und dessen Kirche, ausgestellt am 23. Mai 1246. München, Bayerisches Hauptstaatsarchiv, Kaiserselekt 777

Nach der Absetzung Friedrichs und Konrads 1245 durch Papst Innozenz IV. wechselte Heinrich Raspe die Seiten und wurde auf Drängen des Papstes und mit Unterstützung der Erzbischöfe von Mainz und Köln, Siegfried III. und Konrad I. von Hochstaden, am 22. Mai 1246 von einer Minderheit der deutschen Fürsten in Veitshöchheim bei Würzburg zum König gewählt. Wegen dieser Wahlhilfe und darüber hinausgehender Zuwendungen Roms erhielt er schon bald den Beinamen rex clericorum („Pfaffenkönig“).
Sein Königtum blieb umstritten, denn weder Friedrich II. – der sich im Königreich Sizilien aufhielt – noch Konrad IV. erkannten ihre Absetzung an. In der Schlacht an der Nidda (auch Schlacht bei Frankfurt genannt) am 5. August 1246 besiegte Heinrich seinen früheren Schützling Konrad, weil die Grafen Hartmann I. von Grüningen und Ulrich I. von Württemberg vor Schlachtbeginn mit rund 2000 Gefolgsleuten auf Heinrichs Seite wechselten. Heinrich erzwang zwei Hoftage in Frankfurt und Nürnberg, sah sich jedoch angesichts des wachsenden Widerstands gegen sein Königtum gezwungen, gegen die staufischen Schwaben zu Felde zu ziehen. Im Winter 1246 ließ er Ulm und Reutlingen belagern. Als er bei einem Scharmützel vor Reutlingen verletzt wurde, gab er seine Kriegspläne überraschend auf und zog sich auf die Wartburg zurück, wo er am 16. Februar 1247 starb.
Er wurde neben seinen Eltern im Katharinenkloster bei Eisenach begraben, sein Herz wurde allerdings in der 1235 von ihm zu Ehren der Hl. Elisabeth gegründeten Predigerkirche der Dominikaner bestattet.

## Ehen
- Elisabeth von Brandenburg (* 1206/10 ⚭ 1228, † Sommer 1231), eine Tochter Markgraf Albrechts II. von Brandenburg,
- Gertrud von Babenberg (* 1210/15 ⚭ 1238, † 1241), die Schwester Herzog Friedrichs II. von Österreich,
- Beatrix von Brabant (* 1225 ⚭ 1241, † 1288), eine Tochter Herzog Heinrichs II. von Brabant, der kurz zuvor seinerseits Ludwigs und Elisabeths Tochter Sophie geehelicht hatte; Beatrix’ Mutter war eine Tochter des Stauferkönigs Philipp von Schwaben. Noch im Jahr von Heinrichs Tod heiratete sie den Grafen Wilhelm II. von Flandern.

## Nachfolge
Da auch Heinrichs dritte Ehe söhnelos blieb, erwirkte er bei Kaiser Friedrich die Eventualbelehnung seines wettinischen Neffen Heinrich, Sohn seiner Halbschwester Jutta von Thüringen und des Markgrafen Dietrich von Meißen, mit der Landgrafschaft Thüringen.
Mit Heinrich Raspe starben die Ludowinger in männlicher Linie aus. Im daraufhin ausbrechenden Erbfolgekrieg gelang es Heinrichs Nichte Sophie von Brabant, Tochter Ludwigs und Elisabeths und Ehefrau des Herzogs Heinrich II. von Brabant, die hessischen Besitzungen der Ludowinger für ihren Sohn Heinrich zu gewinnen, während die Landgrafschaft Thüringen an Heinrich Raspes Neffen Heinrich III. von Meißen und damit an die Wettiner ging.

### Darstellungen
- Steffen Raßloff, Lutz Gebhardt: Die Thüringer Landgrafen. Geschichte und Sagenwelt. Ilmenau 2017, ISBN 978-3-95560-055-6.
- Werner Mägdefrau: Thüringen und die Thüringer Landgrafschaft der Ludowinger vom Regierungsantritt Hermanns I. (1190) bis zum Tode Heinrich Raspes (1247). In: Werner Mägdefrau u. a.: Schmalkalden und Thüringen in der deutschen Geschichte: Beiträge zur mittelalterlichen und neueren Geschichte und Kulturgeschichte. Museum Schloß Wilhelmsburg 1990.
- Hans Patze: Die Entstehung der Landesherrschaft in Thüringen (= Mitteldeutsche Forschungen. Bd. 22). Teil 1, Böhlau, Köln u. a. 1962.
- Jürgen Petersohn: Heinrich Raspe und die Apostelhäupter oder: Die Kosten der Rompolitik Kaiser Friedrichs II. (=  Sitzungsberichte der Wissenschaftlichen Gesellschaft an der Johann-Wolfgang-Goethe-Universität Frankfurt am Main. Bd. 40,3). Steiner, Stuttgart 2002, ISBN 3-515-08211-5. (Digitalisat).
- Hans Martin Schaller: Heinrich Raspe. In: Neue Deutsche Biographie (NDB). Band 8, Duncker & Humblot, Berlin 1969, ISBN 3-428-00189-3, S. 334–336 (Digitalisat).
- Friedrich Wilhelm Schirrmacher: Heinrich Raspe. In: Allgemeine Deutsche Biographie (ADB). Band 11, Duncker & Humblot, Leipzig 1880, S. 439–443.
- Hilmar Schwarz: Die Ludowinger. Aufstieg und Fall des ersten thüringischen Landgrafengeschlechts (= Kleine Schriftenreihe der Wartburg-Stiftung. Bd. 6). Wartburg-Stiftung, Eisenach 1993.
- Matthias Werner (Hrsg.): Heinrich Raspe – Landgraf von Thüringen und römischer König (1227–1247). Fürsten, König und Reich in spätstaufischer Zeit (= Jenaer Beiträge zur Geschichte. Bd. 3). Lang, Frankfurt am Main 2003, ISBN 3-631-37684-7.

### Belletristik
- Iris Kammerer: Der Pfaffenkönig. Aufbau Verlag, Berlin 2006, ISBN 3-7466-2295-6